# 日本管角贝
日本管角贝（学名：Siphomodentalium japonicum），是梭角贝目梭角贝科管角贝属的一种。主要分布于中国大陆，常栖息在潮下带水深20-38米。